# Восьмистий шлях
Восьмистий шлях (також октетний шлях, восьмискладковий шлях; англ. Eightfold way) — фізичний термін, що стосується класифікації сильновзаємодійних елементарних частинок (названих адронами). Їх удалося систематизувати, об'єднавши в групи по вісім — два типи адронів у центрі та шість у вершинах правильного шестикутника. Така класифікація отримала назву восьмистий шлях (нагадуючи про однойменне поняття в буддизмі). На початку 1960-х років теоретики зрозуміли, що цю закономірність можна пояснити лише тим, що деякі елементарні частинки складаються з фундаментальних структурних одиниць.
Теорію восьмистого шляху незалежно запропонували Маррі Гелл-Манн та Юваль Неєман (1961). Заслуга в систематизації емпіричних даних та знаходженні загальних закономірностей у поведінці ряду елементарних частинок належить Гелл-Манну. Восьмистий шлях Гелл-Манна був загальною теоретичною схемою, що дозволила згрупувати всі сильновзаємодійні частинки (баріони й мезони) в сімейства.